# NTM-koncernen
NTM-koncernen är en svensk mediekoncern främst uppbyggd kring ett antal lokala mediebolag som bland annat ger ut dagstidningar.  År 2017 hade NTM-koncernen cirka 1 300 anställda och omsatte 1,8 miljarder kronor.
I NTM-koncernen ingår följande hel- eller delägda lokala mediebolag:
- Öst Media, som täcker Östergötland och Småland, med dagstidningarna Norrköpings Tidningar, Östgöta Correspondenten, Folkbladet, Motala & Vadstena Tidning, Västerviks-Tidningen, Vimmerby Tidning och Kinda-Posten.
- Sörmlands Media med dagstidningarna Eskilstuna-Kuriren med Strengnäs Tidning, Södermanlands Nyheter och Katrineholms-Kuriren.
- Upsala Nya Tidning (UNT) med dagstidningarna Upsala Nya Tidning, Enköpings-Posten och Uppsalatidningen.
- Gotlands Media med dagstidningarna Gotlands Allehanda och Gotlands Tidningar.
- Norr Media med dagstidningarna Norrbottens-Kuriren, Norrländska Socialdemokraten, Piteå-Tidningen, Norran och Megafonen .

Därutöver ingår följande bolag i NTM-koncernen:
- Reklambyrån Fluid
- Tryckeribolagen Pressgrannar (som har anläggningar i Linköping och Visby), Tryck i Norr (i Luleå)
- Distributionsbolaget Svensk Hemleverans
- NTM Fastigheter, som äger fastigheter i Östergötland.

Moderföretag i koncernen är Erik & Asta Sundins Stiftelse.

## Historik
Norrköpings Tidningar ombildades 2009 till Norrköpings Tidningars Media AB, NTM. Koncernen organiserades i tre regionala dotterbolag i form av Östgöta Media, Gotlands Media och Norrbottens Media. Norrköpings Tidningar hade under åren 1999-2008 köpt ett antal andra tidningsföretag.
2009 blev NTM hälftenägare av Upsala Nya Tidnings (UNT) koncern, och UNT:s ägarbolag blev minoritetsägare i NTM. 2012 köptes Motala & Vadstena Tidning från Promedia. 2013 köptes Uppsalatidningen från Direktpress. 2017 köptes Enköpings-Posten från NWT-koncernen.
1 mars 2018 köptes Swepress tidningar, med följden att Västerviks-Posten lades ner i maj 2018. 2018 köptes även Sörmlands Media. 2019 förvärvades Piteå-Tidningen och Norran varpå Norrbotten Media bytte namn till Norr Media. 2021 köpte Norr Media en majoritetspost i Megafonen, gratistidningen i Skellefteå.